# Etapa Departamental del Cusco 2023
La Etapa Departamental del Cusco 2023 fue un torneo de futbol que formó parte de la Copa Perú 2023 y contó con la presencia de los equipos que resultaron campeón y subcampeón de las etapas provinciales del departamento del Cusco. El campeón Atlético Juventud Inclán y subcampeón Defensor Cubillas clasificaron a la Etapa Nacional de la Copa Perú 2023. 

## Formato
En reunión de la Liga Departamental de Futbol del Cusco realizado el 15 de julio de 2023, se determinó que el campeonato se desarrollara en 2 grupos de 12 equipos cada uno (GRUPO A y GRUPO B).
Cada grupo se subdivide en 3 subgrupos (A1 - A2 - A3 - B4 -B5 - B6) de 4 equipos cada uno, donde se realizaran encuentros de todos contra todos totalizando 6 fechas.
Las etapas definidas serán:
PRIMERA FASE ELIMINATORIA:
- Fecha 1: 22 y 23 de julio.
- Fecha 2: 29 y 30 de julio.
- Fecha 3: 2 y 3 de agosto.
- Fecha 4: 5 y 6 de agosto.
- Fecha 5: 9 agosto.
- Fecha 6: 12 y 13 de agosto.

SEGUNDA FASE ELIMINATORIA:
- Partidos de ida: 19 y 20 de agosto.
- Partidos de vuelta: 26 y 27 de agosto.

SEMIFINAL:
- Partidos de ida: 30 de agosto.
- Partidos de vuelta: 2 y 3 de setiembre.

FINAL:
- Partido único: 9 o 10 de setiembre

El campeón y subcampeón de esta etapa serán los 2 representantes del departamento del Cusco en la Etapa Nacional

## Equipos participantes
| Provincia     | Campeón                        | Grupo | Subcampeón                  | Grupo |
| ------------- | ------------------------------ | ----- | --------------------------- | ----- |
| Quispicanchis | Ntra. Sra. del Carmen          | A-1   | Centenario FC               | B-5   |
| Canas         | Deportivo Municipal de Yanaoca | A-1   | Corazón Chequeño            | B-4   |
| Anta          | San Cristóbal de Rahuanqui     | A-2   | CD Santa Rosa               | B-4   |
| Chumbivilcas  | Defensor Agropecuario          | A-2   | CD Nuevo Amanecer           | B-5   |
| Calca         | Atlético Juventud Inclán       | A-3   | CD Señor Justo Juez         | B-6   |
| Paruro        | CD Huracán Tihuicty            | A-3   | Leones de Molle Molle       | B-6   |
| Urubamba      | EF Sport Gómez                 | B-4   | Sporting Ccori              | A-1   |
| Cusco         | Pluma de Oro                   | B-4   | Juventud Progreso           | A-1   |
| Paucartambo   | CD Huaynapata Alta             | B-5   | FC Sol Naciente             | A-3   |
| La Convención | CD Municipal de Quillabamba    | B-5   | CD Kiara Romina FC          | A-2   |
| Espinar       | Defensor Cubillas              | B-6   | Real Municipal de Coporaque | A-2   |
| Canchis       | Deportivo Qquehuar             | B-6   | Atlético Quisini            | A-3   |

## Estadios
| Provincia     | Estadio                                 | Ubicación    |
| ------------- | --------------------------------------- | ------------ |
| Anta          | Alberto Diaz                            | Izcuchaca    |
| Anta          | Municipal Cirka Kajlla                  | Ancahuasi    |
| Calca         | Thomas E. Payne                         | Calca        |
| Calca         | Estadio Municipal (Padre J. M. Ampuero) | San Salvador |
| Calca         | Estadio Municipal                       | Coya         |
| Canas         | Olímpico de Kana                        | Yanaoca      |
| Canas         | Estadio Municipal                       | Checca       |
| Canchis       | Tupac Amaru                             | Sicuani      |
| Chumbivilcas  | Juan Velazco Alvarado                   | Colquemarca  |
| Chumbivilcas  | Estadio Patacsillo                      | Velille      |
| Cusco         | José Santos Tamayo "El hueco"           | Wánchaq      |
| Cusco         | Cajonahuallya                           | San Jerónimo |
| Cusco         | Olímpico del IPD                        | Wánchaq      |
| Cusco         | Complejo Ccoripata                      | Santiago     |
| Cusco         | Inca Garcilaso de la Vega               | Wanchaq      |
| Espinar       | Estadio Municipal                       | Espinar      |
| La Convención | Estadio Municipal                       | Quillabamba  |
| Paruro        | Leoncio Paz Cholo                       | Huanoquite   |
| Paucartambo   | Estadio Municipal                       | Paucartambo  |
| Quispicanchis | Estadio Municipal                       | Urcos        |
| Urubamba      | Hortencia Lorena                        | Urubamba     |
| Urubamba      | Estadio Municipal                       | Chinchero    |

## Primera etapa - Fase de grupos

### Grupo A - Subgrupo 1
| FECHA      | Hora  | Equipo 1                       |   | Equipo 2                       |   | Estadio                 | Obs    |
| ---------- | ----- | ------------------------------ | - | ------------------------------ | - | ----------------------- | ------ |
| 22/07/2023 | 12:00 | Juventud Progreso              | 2 | Sporting Ccori                 | 0 | José Santos Tamayo      | Grab   |
| 23/07/2023 | 14:00 | Deportivo Municipal de Yanaoca | 2 | Ntra. Sra. del Carmen          | 0 | Olímpico de Kana        | Grab   |
| 30/07/2023 | 12:00 | Sporting Ccori                 | 3 | Deportivo Municipal de Yanaoca | 2 | Municipal de Chincheros | Grab   |
| 30/07/2023 | 15:00 | Ntra. Sra. del Carmen          | 1 | Juventud Progreso              | 0 | Municipal de Urcos      | Grab   |
| 02/08/2023 | 14:00 | Deportivo Municipal de Yanaoca | 0 | Juventud Progreso              | 1 | Olímpico de Kana        | Grab   |
| 03/08/2023 | 15:00 | Ntra. Sra. del Carmen          | 1 | Sporting Ccori                 | 3 | Municipal de Urcos      | Grab   |
| 06/08/2023 | 15:00 | Sporting Ccori                 | 2 | Juventud Progreso              | 1 | Municipal de Chincheros | Grab   |
| 06/08/2023 | 15:00 | Ntra. Sra. del Carmen          | 3 | Deportivo Municipal de Yanaoca | 2 | Municipal de Urcos      | Grab   |
| 09/08/2023 | 14:00 | Deportivo Municipal de Yanaoca | 0 | Sporting Ccori                 | 0 | Olímpico de Kana        | Grab   |
| 10/08/2023 | 14:00 | Juventud Progreso              | 1 | Ntra. Sra. del Carmen          | 0 | Complejo Ccoripata      | Grab   |
| 12/08/2023 | 11:00 | Juventud Progreso              | 2 | Deportivo Municipal de Yanaoca | 0 | José Santos Tamayo      | Public |
| 13/08/2023 | 15:00 | Sporting Ccori                 | 3 | Ntra. Sra. del Carmen          | 2 | Municipal de Chincheros | Grab   |

#### Tabla de posiciones SUBGRUPO A - 1
| Pos. | Equipo                         | Pts. | PJ | PG | PE | PP | GF | GC | Dif. |
| ---- | ------------------------------ | ---- | -- | -- | -- | -- | -- | -- | ---- |
| 1.º  | Sport Cori                     | 13   | 6  | 4  | 1  | 1  | 11 | 8  | 3    |
| 2.º  | Juventud Progreso              | 12   | 6  | 4  | 0  | 2  | 7  | 3  | 4    |
| 3.º  | Ntra. Sra. del Carmen          | 6    | 6  | 2  | 0  | 4  | 7  | 11 | −4   |
| 4.º  | Deportivo Municipal de Yanaoca | 4    | 6  | 1  | 1  | 4  | 6  | 9  | −3   |

|  | Clasifica a cuartos de final. |

### Grupo A - Subgrupo 2
| FECHA      | Hora  | Equipo 1                    |   | Equipo 2                    |   | Estadio                  | Obs  |
| ---------- | ----- | --------------------------- | - | --------------------------- | - | ------------------------ | ---- |
| 23/07/2023 | 15:00 | Real Municipal de Coporaque | 3 | San Cristóbal de Rahuanqui  | 0 | Municipal de Espinar     | Grab |
| 23/07/2023 | 14:30 | CD Kiara Romina FC          | 3 | Defensor Agropecuario       | 2 | Municipal de Quillabamba | Grab |
| 30/07/2023 | 14:30 | Defensor Agropecuario       | 1 | Real Municipal de Coporaque | 1 | Estadio Patacsillo       | Grab |
| 30/07/2023 | 15:00 | San Cristóbal de Rahuanqui  | 3 | CD Kiara Romina FC          | 2 | Alberto Diaz             | Grab |
| 02/08/2023 | 13:00 | CD Kiara Romina FC          | 0 | Real Municipal de Coporaque | 0 | Municipal de Quillabamba | Grab |
| 02/08/2023 | 15:00 | San Cristóbal de Rahuanqui  | 0 | Defensor Agropecuario       | 1 | Alberto Diaz             | Grab |
| 06/08/2023 | 11:00 | San Cristóbal de Rahuanqui  | 0 | Real Municipal de Coporaque | 2 | Alberto Diaz             | Grab |
| 06/08/2023 | 15:00 | Defensor Agropecuario       | 2 | CD Kiara Romina FC          | 2 | Estadio Patacsillo       | Grab |
| 09/08/2023 | 14:00 | CD Kiara Romina FC          | 4 | San Cristóbal de Rahuanqui  | 1 | Municipal de Quillabamba | Grab |
| 09/08/2023 | 15:00 | Real Municipal de Coporaque | 1 | Defensor Agropecuario       | 0 | Municipal de Espinar     | Grab |
| 13/08/2023 | 15:00 | Real Municipal de Coporaque | 2 | CD Kiara Romina FC          | 0 | Municipal de Espinar     | Grab |
| 13/08/2023 | 15:00 | Defensor Agropecuario       | 0 | San Cristóbal de Rahuanqui  | 0 | Estadio Patacsillo       |      |

#### Tabla de posiciones SUBGRUPO A - 2
| Pos. | Equipo                      | Pts. | PJ | PG | PE | PP | GF | GC | Dif. |
| ---- | --------------------------- | ---- | -- | -- | -- | -- | -- | -- | ---- |
| 1.º  | Real Municipal de Coporaque | 14   | 6  | 4  | 2  | 0  | 9  | 1  | 8    |
| 2.º  | CD Kiara Romina FC          | 8    | 6  | 2  | 2  | 2  | 11 | 10 | 1 "  |
| 3.º  | Defensor Agropecuario       | 6    | 6  | 1  | 3  | 2  | 6  | 7  | −1"  |
| 4.º  | San Cristóbal de Rahuanqui  | 4    | 6  | 1  | 1  | 4  | 4  | 12 | −8   |

|  | Clasifica a cuartos de final. |

### Grupo A - Subgrupo 3
| FECHA      | Hora  | Equipo 1                 |   | Equipo 2                 |   | Estadio                  | Obs        |
| ---------- | ----- | ------------------------ | - | ------------------------ | - | ------------------------ | ---------- |
| 23/07/2023 | 14:00 | FC Sol Naciente          | 0 | Atlético Juventud Inclán | 4 | Municipal de Paucartambo | Grab       |
| 23/07/2023 | 14:00 | Atlético Quisini         | 2 | CD Huracán Tihuicty      | 3 | Tupac Amaru de Sicuani   | Grab       |
| 30/07/2023 | 14:00 | CD Huracán Tihuicty      | 0 | FC Sol Naciente          | 3 | Leoncio Paz Cholo        |            |
| 30/07/2023 | 15:00 | Atlético Juventud Inclán | 2 | Atlético Quisini         | 0 | Tomas E. Payne           | Grab       |
| 02/08/2023 | 14:30 | Atlético Quisini         | 0 | FC Sol Naciente          | 2 | Tupac Amaru de Sicuani   | Grab       |
| 02/08/2023 | 15:00 | Atlético Juventud Inclán | 0 | CD Huracán Tihuicty      | 0 | Tomas E. Payne           | Suspendido |
| 06/08/2023 | 14:00 | CD Huracán Tihuicty      | 2 | Atlético Quisini         | 0 | Leoncio Paz Cholo        | Grab       |
| 06/08/2023 | 15:00 | Atlético Juventud Inclán | 2 | FC Sol Naciente          | 1 | Municipal de Coya        | Grab       |
| 09/08/2023 | 15:00 | Atlético Quisini         | 1 | Atlético Juventud Inclán | 3 | Tupac Amaru de Sicuani   | Grab       |
| 10/08/2023 | 15:00 | FC Sol Naciente          | 0 | CD Huracán Tihuicty      | 0 | Municipal de Paucartambo | Grab       |
| 13/08/2023 | 14:30 | CD Huracán Tihuicty      | 1 | Atlético Juventud Inclán | 1 | Leoncio Paz Cholo        |            |
| 13/08/2023 | 15:00 | FC Sol Naciente          | 5 | Atlético Quisini         | 0 | Municipal de Paucartambo | Grab       |

#### Tabla de posiciones SUBGRUPO A - 3
| Pos. | Equipo                   | Pts. | PJ | PG | PE | PP | GF | GC | Dif. |
| ---- | ------------------------ | ---- | -- | -- | -- | -- | -- | -- | ---- |
| 1.º  | Atlético Juventud Inclán | 14   | 6  | 4  | 2  | 0  | 12 | 3  | 9    |
| 2.º  | FC Sol Naciente          | 10   | 6  | 3  | 1  | 2  | 11 | 6  | 5    |
| 3.º  | CD Huracán Tihuicte      | 9    | 6  | 2  | 3  | 1  | 6  | 6  | 0    |
| 4.º  | Atlético Quisini         | 0    | 6  | 0  | 0  | 6  | 3  | 17 | −14  |

|  | Clasifica a cuartos de final. |

#### Tabla de posiciones de los mejores segundos del Grupo A
| Pos. | Equipo             | Pts. | PJ | PG | PE | PP | GF | GC | Dif. |
| ---- | ------------------ | ---- | -- | -- | -- | -- | -- | -- | ---- |
| 1.º  | Juventud Progreso  | 12   | 6  | 4  | 0  | 2  | 7  | 3  | 4    |
| 2.º  | FC Sol Naciente    | 10   | 6  | 3  | 1  | 2  | 11 | 6  | 5    |
| 3.º  | CD Kiara Romina FC | 8    | 6  | 2  | 2  | 2  | 11 | 10 | 1    |

|  | Clasifica a cuartos de final. |

### Grupo B - Subgrupo 4
| FECHA      | Hora  | Equipo 1         |   | Equipo 2         |   | Estadio                | Obs  |
| ---------- | ----- | ---------------- | - | ---------------- | - | ---------------------- | ---- |
| 23/07/2023 | 15:00 | EF Sport Gómez   | 1 | Pluma de Oro     | 2 | Hortencia Lorena       | Grab |
| 23/07/2023 | 14:00 | Corazón Chequeño | 1 | CD Santa Rosa    | 2 | Municipal de Checca    | Grab |
| 29/07/2023 | 11:45 | Pluma de Oro     | 1 | Corazón Chequeño | 1 | Cajonahuaylla          | Grab |
| 30/07/2023 | 14:00 | CD Santa Rosa    | 3 | EF Sport Gómez   | 1 | Municipal Cirka Kajlla | Grab |
| 02/08/2023 | 15:00 | EF Sport Gómez   | 2 | Corazón Chequeño | 0 | Hortencia Lorena       | Grab |
| 02/08/2023 | 15:00 | CD Santa Rosa    | 1 | Pluma de Oro     | 0 | Municipal Cirka Kajlla | Grab |
| 05/08/2023 | 12:00 | Pluma de Oro     | 1 | EF Sport Gómez   | 2 | Cajonahuaylla          | Grab |
| 06/08/2023 | 15:00 | CD Santa Rosa    | 1 | Corazón Chequeño | 3 | Alberto Diaz           | Grab |
| 09/08/2023 | 15:00 | EF Sport Gómez   | 2 | CD Santa Rosa    | 2 | Hortencia Lorena       | Grab |
| 10/08/2023 | 15:00 | Corazón Chequeño | 1 | Pluma de Oro     | 2 | Municipal de Checca    | Grab |
| 13/08/2023 | 12:00 | Pluma de Oro     | 1 | CD Santa Rosa    | 0 | Cajonahuaylla          | Grab |
| 13/08/2023 | 15:00 | Corazón Chequeño | 1 | EF Sport Gómez   | 0 | Municipal de Checca    | Grab |

#### Tabla de posiciones SUBGRUPO B - 4
| Pos. | Equipo           | Pts. | PJ | PG | PE | PP | GF | GC | Dif. |
| ---- | ---------------- | ---- | -- | -- | -- | -- | -- | -- | ---- |
| 1.º  | CD Santa Rosa    | 10   | 6  | 3  | 1  | 2  | 9  | 8  | 1    |
| 2.º  | Pluma de Oro     | 10   | 6  | 3  | 1  | 2  | 7  | 6  | 1    |
| 3.º  | EF Sport Gómez   | 7    | 6  | 2  | 1  | 3  | 8  | 9  | −1   |
| 4.º  | Corazón Chequeño | 7    | 6  | 2  | 1  | 3  | 7  | 8  | −1   |

|  | Por igualdad de puntos, el ganador se define en un partido de desempate. |

#### Partido de desempate.
| Fecha      | Hora  | Equipo 1      |   | Equipo 2     |   | Estadio            |
| ---------- | ----- | ------------- | - | ------------ | - | ------------------ |
| 16/08/2023 | 14:00 | CD Santa Rosa | 0 | Pluma de Oro | 1 | Municipal de Urcos |

### Grupo B - Subgrupo 5
| FECHA      | Hora  | Equipo 1                    |   | Equipo 2                    |   | Estadio                  | Obs    |
| ---------- | ----- | --------------------------- | - | --------------------------- | - | ------------------------ | ------ |
| 23/07/2023 | 15:00 | Centenario FC               | 1 | CD Huaynapata Alta          | 0 | Municipal de Urcos       | Grab   |
| 23/07/2023 | 11:00 | CD Nuevo Amanecer           | 3 | CD Municipal de Quillabamba | 3 | Juan Velazco Alvarado    | Grab   |
| 30/07/2023 | 13:30 | CD Municipal de Quillabamba | 1 | Centenario FC               | 2 | Municipal de Quillabamba | Grab   |
| 30/07/2023 | 15:00 | CD Huaynapata Alta          | 1 | CD Nuevo Amanecer           | 0 | Municipal de Paucartambo | Grab   |
| 02/08/2023 | 14:00 | CD Huaynapata Alta          | 2 | CD Municipal de Quillabamba | 0 | Municipal de Paucartambo | Grab   |
| 02/08/2023 | 14:00 | CD Nuevo Amanecer           | 1 | Centenario FC               | 0 | Juan Velazco Alvarado    | Public |
| 06/08/2023 | 14:00 | CD Huaynapata Alta          | 0 | Centenario FC               | 0 | Municipal de Paucartambo | Grab   |
| 06/08/2023 | 14:30 | CD Municipal de Quillabamba | 3 | CD Nuevo Amanecer           | 0 | Municipal de Quillabamba | Grab   |
| 09/08/2023 | 14:30 | CD Nuevo Amanecer           | 4 | CD Huaynapata Alta          | 0 | Juan Velazco Alvarado    | Public |
| 10/08/2023 | 15:00 | Centenario FC               | 0 | CD Municipal de Quillabamba | 0 | Municipal de Urcos       | Grab   |
| 13/08/2023 | 14:30 | CD Municipal de Quillabamba | 3 | CD Huaynapata Alta          | 1 | Municipal de Quillabamba | Grab   |
| 13/08/2023 | 15:00 | Centenario FC               | 2 | CD Nuevo Amanecer           | 0 | Municipal de Urcos       | Grab   |

#### Tabla de posiciones SUBGRUPO B - 5
| Pos. | Equipo                      | Pts. | PJ | PG | PE | PP | GF | GC | Dif. |
| ---- | --------------------------- | ---- | -- | -- | -- | -- | -- | -- | ---- |
| 1.º  | Centenario FC               | 11   | 6  | 3  | 2  | 1  | 5  | 2  | 3    |
| 2.º  | CD Municipal de Quillabamba | 8    | 6  | 2  | 2  | 2  | 10 | 8  | 2    |
| 3.º  | CD Nuevo Amanecer           | 7    | 6  | 2  | 1  | 3  | 8  | 9  | −1   |
| 4.º  | CD Huaynapata Alta          | 7    | 6  | 2  | 1  | 3  | 4  | 8  | −4   |

|  | Clasifica a cuartos de final. |

### Grupo B - Subgrupo 6
| FECHA      | Hora  | Equipo 1              |   | Equipo 2              |   | Estadio                   | Obs    |
| ---------- | ----- | --------------------- | - | --------------------- | - | ------------------------- | ------ |
| 23/07/2023 | 15:00 | CD Señor Justo Juez   | 2 | Defensor Cubillas     | 1 | Municipal de San Salvador | Grab   |
| 23/07/2023 | 13:00 | Leones de Molle Molle | 1 | Deportivo Qquehuar    | 0 | Leoncio Paz Cholo         | Grab   |
| 30/07/2023 | 14:30 | Deportivo Qquehuar    | 1 | CD Señor Justo Juez   | 1 | Tupac Amaru de Sicuani    | Grab   |
| 30/07/2023 | 15:00 | Defensor Cubillas     | 4 | Leones de Molle Molle | 1 | Municipal de Espinar      | Grab   |
| 02/08/2023 | 15:00 | Defensor Cubillas     | 2 | Deportivo Qquehuar    | 0 | Municipal de Espinar      | Grab   |
| 02/08/2023 | 15:00 | CD Señor Justo Juez   | 5 | Leones de Molle Molle | 0 | Municipal de San Salvador | Grab   |
| 06/08/2023 | 15:00 | Defensor Cubillas     | 0 | CD Señor Justo Juez   | 0 | Municipal de Espinar      | Grab   |
| 06/08/2023 | 15:00 | Deportivo Qquehuar    | 2 | Leones de Molle Molle | 1 | Tupac Amaru de Sicuani    | Grab   |
| 09/08/2023 | 14:00 | Leones de Molle Molle | 3 | Defensor Cubillas     | 4 | Leoncio Paz Cholo         |        |
| 09/08/2023 | 15:00 | CD Señor Justo Juez   | 2 | Deportivo Qquehuar    | 2 | Municipal de San Salvador | Grab   |
| 12/08/2023 | 14:30 | Leones de Molle Molle | 0 | CD Señor Justo Juez   | 3 | Leoncio Paz Cholo         | Public |
| 13/08/2023 | 15:00 | Deportivo Qquehuar    | 0 | Defensor Cubillas     | 3 | Tupac Amaru de Sicuani    | Grab   |

#### Tabla de posiciones SUBGRUPO B - 6
| Pos. | Equipo                | Pts. | PJ | PG | PE | PP | GF | GC | Dif. |
| ---- | --------------------- | ---- | -- | -- | -- | -- | -- | -- | ---- |
| 1.º  | Defensor Cubillas     | 13   | 6  | 4  | 1  | 1  | 14 | 6  | 8    |
| 2.º  | CD Señor Justo Juez   | 12   | 6  | 3  | 3  | 0  | 13 | 4  | 9    |
| 3.º  | Deportivo Qquehuar    | 5    | 6  | 1  | 2  | 3  | 5  | 10 | −5   |
| 4.º  | Leones de Molle Molle | 3    | 6  | 1  | 0  | 5  | 6  | 18 | −12  |

|  | Clasifica a cuartos de final. |

#### Tabla de posiciones de los mejores segundos del Grupo B
| Pos. | Equipo                      | Pts. | PJ | PG | PE | PP | GF | GC | Dif. |
| ---- | --------------------------- | ---- | -- | -- | -- | -- | -- | -- | ---- |
| 1.º  | CD Señor Justo Juez         | 12   | 6  | 3  | 3  | 0  | 13 | 4  | 9    |
| 2.º  | Pluma de Oro                | 10   | 6  | 3  | 1  | 2  | 7  | 6  | 1    |
| 3.º  | CD Municipal de Quillabamba | 8    | 6  | 2  | 2  | 2  | 10 | 8  | 2    |

|  | Clasifica a cuartos de final. |

## Segunda etapa - Cuartos de final
Partidos de ida
| Fecha      | Hora  | Equipo 1                    |   | Equipo 2          |   | Estadio              | Obs.       |
| ---------- | ----- | --------------------------- | - | ----------------- | - | -------------------- | ---------- |
| 20/08/2023 | 15:00 | Real Municipal de Coporaque | 5 | Sport Cori        | 0 | Municipal de Espinar | Grab       |
| 20/08/2023 | 15:00 | Atlético Juventud Inclán    | 2 | Juventud Progreso | 1 | Hortencia Lorena     | Grab       |
| 20/08/2023 | 15:00 | Centenario FC               | 0 | Pluma de Oro      | 1 | Municipal de Urcos   | Suspendido |
| 20/08/2023 | 15:00 | CD Señor Justo Juez         | 0 | Defensor Cubillas | 1 | Tomas E. Payne       | Grab       |

Partidos de Vuelta
| Fecha      | Hora  | Equipo 1          |   | Equipo 2                    |   | Estadio              | Obs. |
| ---------- | ----- | ----------------- | - | --------------------------- | - | -------------------- | ---- |
| 27/08/2023 | 12:00 | Pluma de Oro      | 1 | Centenario FC               | 0 | Cajonahuaylla        | Grab |
| 27/08/2023 | 14:30 | Juventud Progreso | 1 | Atlético Juventud Inclán    | 1 | Olímpico del IPD     | Grab |
| 27/08/2023 | 14:30 | Sport Cori        | 1 | Real Municipal de Coporaque | 3 | Hortencia Lorena     | Grab |
| 27/08/2023 | 14:30 | Defensor Cubillas | 2 | CD Señor Justo Juez         | 0 | Municipal de Espinar | Grab |

## Tercera etapa - Semifinal
Partidos de Ida
| Fecha      | Hora  | Equipo 1                 |   | Equipo 2                    |   | Estadio              | Obs. |
| ---------- | ----- | ------------------------ | - | --------------------------- | - | -------------------- | ---- |
| 30/08/2023 | 15:00 | Atlético Juventud Inclán | 2 | Real Municipal de Coporaque | 0 | Hortencia Lorena     | Grab |
| 30/08/2023 | 15:00 | Defensor Cubillas        | 2 | Pluma de Oro                | 0 | Municipal de Espinar | Grab |

Partidos de Vuelta
| Fecha     | Hora  | Equipo 1                    |   | Equipo 2                 |   | Estadio              | Obs. |
| --------- | ----- | --------------------------- | - | ------------------------ | - | -------------------- | ---- |
| 3/09/2023 | 14:30 | Real Municipal de Coporaque | 1 | Atlético Juventud Inclán | 0 | Municipal de Espinar | Grab |
| 3/09/2023 | 12:00 | Pluma de Oro                | 0 | Defensor Cubillas        | 1 | Cajonahuaylla        | Grab |

## Cuarta etapa - Final
| Fecha      | Hora  | Equipo 1                 |   | Equipo 2          |   | Estadio   | Obs. |
| ---------- | ----- | ------------------------ | - | ----------------- | - | --------- | ---- |
| 10/09/2023 | 14:30 | Atlético Juventud Inclán | 2 | Defensor Cubillas | 1 | Garcilaso | Grab |